# No Way Out (Album)
No Way Out (englisch für „Kein Ausweg“) ist das Debütalbum des US-amerikanischen Rappers Puff Daddy. Es erschien am 21. Juli 1997 über sein Label Bad Boy Records.

## Produktion
Sean Combs selbst sowie D-Dot und der vier Monate vor Albumveröffentlichung erschossene Rapper The Notorious B.I.G. fungierten bei No Way Out als Executive Producer. Die hauptsächliche Produktion der Lieder übernahmen The Hitmen Productions, zu denen Deric „D-Dot“ Angelettie, Steven “Stevie J” Jordan, Sean „Puffy“ Combs, Ron „Amen-Ra“ Lawrence, Nashiem Myrick, Carlos “6 July” Broady, Jeffery “J-Dub” Walker und Yogi gehörten. Zudem waren Black Jeruz und Big Jaz an je einem Song beteiligt. Fast jeder Titel des Albums verwendet Samples diverser Lieder aus verschiedenen Musikgenres.

## Covergestaltung
Das Albumcover zeigt ein Schwarz-weiß-Foto von Puff Daddy und fünf seiner Kollegen, die in schwarzen Anzügen auf einem Weg stehen und den Betrachter ansehen. Am unteren Bildrand befinden sich die Schriftzüge Puff Daddy & the Family in Schwarz sowie No Way Out in Gold.

## Gastbeiträge
Auf zwölf der 17 Titel sind neben Puff Daddy andere Künstler zu hören. So hat der Rapper The Notorious B.I.G. gleich vier Gastbeiträge und auch der Rapper Mase, die Gruppe The LOX, die Rapperin Lil’ Kim und der Sänger Carl Thomas sind doppelt vertreten. Je einen Gastauftritt haben die Rapper Jay-Z, Busta Rhymes, Ginuwine, Twista und Black Rob sowie die Rapperin Foxy Brown, die Sängerin Faith Evans und die Gruppe 112.

## Titelliste
| #  | Titel                               | Zeit | Gastbeiträge                             | Produzenten                                                                           | Samples |
| -- | ----------------------------------- | ---- | ---------------------------------------- | ------------------------------------------------------------------------------------- | --- |
| 1  | No Way Out (Intro)                  | 1:22 |                                          | Steven “Stevie J” Jordan for The Hitmen                                               | |
| 2  | Victory                             | 4:56 | The Notorious B.I.G. & Busta Rhymes      | Sean “Puffy” Combs & Steven “Stevie J” Jordan for The Hitmen                          | - Going the Distance von Bill Conti |
| 3  | Been Around the World               | 5:25 | The Notorious B.I.G. & Mase              | Sean “Puffy” Combs, Deric “D-Dot” Angelettie, & Ron “Amen-Ra” Lawrence for The Hitmen | - Let’s Dance von David Bowie - Feeling Good von Roy Ayers - All Around the World von Lisa Stansfield (Interpolation)                                                                                       |
| 4  | What You Gonna Do?                  | 4:55 |                                          | Sean “Puffy” Combs, Ron “Amen-Ra” Lawrence & Nashiem Myrick for The Hitmen            | - It’s Over von Eddie Holman |
| 5  | Don’t Stop What You’re Doing        | 3:58 | Lil’ Kim                                 | Sean “Puffy” Combs & Ron “Amen-Ra” Lawrence for The Hitmen                            | - Don’t Stop the Music von Yarbrough and Peoples - You Haven’t Done Nothin’ von Stevie Wonder |
| 6  | If I Should Die Tonight (Interlude) | 2:59 | Carl Thomas                              | Sean “Puffy” Combs & Jeffery “J-Dub” Walker for The Hitmen                            | - If I Should Die Tonight von Marvin Gaye |
| 7  | Do You Know?                        | 6:06 |                                          | Sean “Puffy” Combs & Deric “D-Dot” Angelettie for The Hitmen                          | - Concentrate von The Gaturs - Theme from Mahogany (Do You Know Where You’re Going to) von Diana Ross |
| 8  | Young G’s                           | 5:25 | Jay-Z & The Notorious B.I.G.             | Rashad Smith                                                                          | - On the Hill von Oliver Sain - Little Ghetto Boy von Donny Hathaway (Interpolation) - Vapors von Biz Markie - Unbelievable von The Notorious B.I.G.                                                        |
| 9  | I Love You Baby                     | 4:03 | Black Rob                                | Sean “Puffy” Combs & Ron “Amen-Ra” Lawrence for The Hitmen                            | - Xtabay (Lure of the Unknown Love) von Yma Sumac |
| 10 | It’s All About the Benjamins        | 4:38 | The LOX, Lil’ Kim & The Notorious B.I.G. | Sean “Puffy” Combs & Deric “D-Dot” Angelettie for The Hitmen                          | - I Did It for Love von Love Unlimited Orchestra - It’s Great to Be Here von The Jackson 5 - Jungle Boogie von Kool & The Gang                                                                              |
| 11 | Pain                                | 5:08 |                                          | Sean “Puffy” Combs & Nashiem Myrick for The Hitmen                                    | - Let’s Stay Together von Roberta Flack |
| 12 | Is This the End?                    | 4:34 | Carl Thomas, Ginuwine & Twista           | Sean “Puffy” Combs & Steven “Stevie J” Jordan for The Hitmen                          | - Is This the End von New Edition |
| 13 | I Got the Power                     | 4:05 | The LOX                                  | Sean “Puffy” Combs for The Hitmen, Big Jaz                                            | - Don’t Wanna Come Back von Mother’s Finest |
| 14 | Friend                              | 6:37 | Foxy Brown                               | Sean “Puffy” Combs & Steven “Stevie J” Jordan for The Hitmen                          | - Person to Person von Average White Band |
| 15 | Señorita                            | 4:07 |                                          | Sean “Puffy” Combs & Yogi for The Hitmen                                              | - Little Lady Maria von Ohio Players - No Me Conviene von La India |
| 16 | I’ll Be Missing You                 | 5:43 | Faith Evans & 112                        | Sean “Puffy” Combs & Steven “Stevie J” Jordan for The Hitmen                          | - Every Breath You Take von The Police - Adagio for Strings von Samuel Barber |
| 17 | Can’t Nobody Hold Me Down           | 3:51 | Mase                                     | Sean “Puffy” Combs, Carlos “6 July” Broady & Nashiem Myrick for The Hitmen            | - Break My Stride von Matthew Wilder (Interpolation) - The Message von Grandmaster Flash & the Furious Five - Atomic Dog von George Clinton - Big Beat von Billy Squier - Rock with You von Michael Jackson |

## Singleauskopplungen
Fünf Lieder des Albums wurden als Singles veröffentlicht. Besonders die zweite Auskopplung I’ll Be Missing You, ein Tribut-Song an den erschossenen Rapper The Notorious B.I.G., wurde ein weltweiter Erfolg und erreichte in vielen Ländern, darunter Deutschland, Österreich, die Schweiz, Großbritannien und die USA, Platz 1 der Charts. Auch die erste Single Can’t Nobody Hold Me Down (DE #23) konnte sich auf Position 1 der US-amerikanischen Charts platzieren und die vierte Single Been Around the World (DE #41) erreichte Rang 2 in den USA. Die anderen Singles It’s All About the Benjamins und Victory (DE #67) erreichten ebenfalls die Charts.

## Kommerzieller Erfolg

### Chartplatzierungen
No Way Out stieg am 28. Juli 1997 auf Platz 24 in die deutschen Charts ein und erreichte drei Wochen später mit Rang 2 die Höchstposition. Insgesamt hielt sich das Album 24 Wochen in den deutschen Top 100, davon sechs Wochen in den Top 10. In den USA, Österreich und der Schweiz erreichte das Album jeweils die Spitze der Charts.
| ChartsChartplatzierungen       | Höchstplatzierung | Wochen |
| ------------------------------ | ----------------- | ------ |
| Deutschland (GfK)              | 2 (24 Wo.)        | 24     |
| Österreich (Ö3)                | 1 (16 Wo.)        | 16     |
| Schweiz (IFPI)                 | 1 (18 Wo.)        | 18     |
| Vereinigte Staaten (Billboard) | 1 (66 Wo.)        | 66     |
| Vereinigtes Königreich (OCC)   | 8 (20 Wo.)        | 20     |

| ChartsJahrescharts (1997) | Platzierung |
| ------------------------- | ----------- |
| Deutschland (GfK)         | 36          |
| Österreich (Ö3)           | 21          |
| Schweiz (IFPI)            | 21          |

### Auszeichnungen für Musikverkäufe
| Professionelle Bewertungen | Professionelle Bewertungen |
| -------------------------- | -------------------------- |
| Kritiken                   |                            |
| Quelle                     | Bewertung                  |
| allmusic                   | [ 15 ]                     |
| RapReviews                 | [ 16 ]                     |

Besonders in den Vereinigten Staaten war das Album kommerziell sehr erfolgreich und wurde dort im Jahr 2000 für mehr als sieben Millionen verkaufte Exemplare mit 7-fach Platin ausgezeichnet. In der Schweiz erhielt No Way Out für über 50.000 Verkäufe eine Platin-Schallplatte und in Österreich sowie Großbritannien wurde es jeweils mit einer Goldenen Schallplatte ausgezeichnet.

| Land/Region                  | Auszeichnungen für Musikverkäufe (Land/Region, Auszeichnung, Verkäufe) | Verkäufe  |
| ---------------------------- | ---------------------------------------------------------------------- | --------- |
| Australien (ARIA)            | Gold                                                                   | 35.000    |
| Belgien (BRMA)               | Gold                                                                   | 25.000    |
| Europa (IFPI)                | Platin                                                                 | 1.000.000 |
| Frankreich (SNEP)            | Gold                                                                   | (100.000) |
| Japan (RIAJ)                 | Platin                                                                 | 200.000   |
| Kanada (MC)                  | 6× Platin                                                              | 600.000   |
| Neuseeland (RMNZ)            | Gold                                                                   | 7.500     |
| Niederlande (NVPI)           | Gold                                                                   | 50.000    |
| Österreich (IFPI)            | Gold                                                                   | (25.000)  |
| Schweden (IFPI)              | Gold                                                                   | (40.000)  |
| Schweiz (IFPI)               | Platin                                                                 | (40.000)  |
| Vereinigte Staaten (RIAA)    | 7× Platin                                                              | 7.000.000 |
| Vereinigtes Königreich (BPI) | Gold                                                                   | (100.000) |
| Insgesamt                    | 8× Gold · 16× Platin ·                                                 | 8.892.500 |

Hauptartikel: Sean Combs/Auszeichnungen für Musikverkäufe
Die Single I’ll Be Missing You war weltweit noch erfolgreicher und wurde in Deutschland 1999 für über 1,5 Millionen verkaufte Exemplare mit 3-fach Platin ausgezeichnet und ist somit der meistverkaufte Rapsong hierzulande. Auch in den USA erhielt der Song für über drei Millionen Verkäufe 3-fach Platin, während er in Österreich, der Schweiz und Großbritannien jeweils mit Doppelplatin ausgezeichnet wurde. Die Singles Can’t Nobody Hold Me Down (2× Platin), Been Around the World (Platin) und Victory (Gold) bekamen außerdem Auszeichnungen in den Vereinigten Staaten.
Bei den Grammy Awards 1998 erhielt No Way Out die Auszeichnung in der Kategorie Best Rap Album.